# Марти Ахтисари
Марти Оива Калеви Ахтисари (фин. Martti Oiva Kalevi Ahtisaari; Виборг, 23. јун 1937 — Хелсинки, 16. октобар 2023) био је председник Финске, дипломата и медијатор Уједињених нација. Био је и специјални изасланик УН за статус Косова и Метохије. Познат је по свом плану који је предвиђао фактичку независност Косова и Метохије.
Марти Ахтисари је добио Нобелову награду за мир 2008. године „за вишедеценијско ангажовање и посредовање у успостављању мира и решавању конфликта на више континената“. Ахтисари је почасни доктор више познатих универзитета, међу којима су Московски универзитет и Кијевски универзитет.

## Биографија
Рођен је 23. јуна 1937. године у Випурију (Viipuri), данашњи Виборг (Vyborg), граду који је 1944. године анектирао СССР. Његов отац, пореклом Норвежанин, био је официр. Дипломирао је на универзитету у Ослу, определио се за каријеру наставника у Пакистану.
Марта 2020. године је тестиран позитиван на вирус корона, али се касније опоравио. Исте године му је и дијагностикована Алцхајмерова болест.
Преминуо је 16. октобра 2023. године у Хелсинкију.

## Дипломатска каријера
Марти Ахтисари је познат међу светским политичарима, дипломатама и аналитичарима. Репутацију је стекао као дипломата у Министарству иностраних послова Финске, а после као дипломата који је посредовао, оцењивао, договарао и пресуђивао на многим „спорним тачкама“ (у Израелу је испитивао акције израелских снага у избегличким логорима, а у Северној Ирској се инфилтрирао у тајне базе ИРА).
Пре тога, Ахтисари је био амбасадор Финске у Танзанији, Мозамбику, Замбији и Сомалији.
Тада је обављао више важних функција у институцијама које су се бавиле економском помоћи земљама у развоју, а 1987. године постаје подсекретар у Уједињеним нацијама. У Намибији је био специјални представник Уједињених нација од 1978. године до раних 90-их. У Намибији су преговори о независности трајали више од десет година: Ахтисари пише да је најтеже било да људи који су учествовали у преговорима схвате да им ништа повољније неће бити понуђено ни касније.
Намибија је у знак признања и захвалности Ахтисарија прогласила почасним грађанином. Следеће године постаје министар иностраних послова Финске, а 1992–1993. године председава међународном конференцијом о СФРЈ. Он је био специјални представник генералног секретара УН-а.
Маја 1999. године добровољно се понудио да буде неутрални представник у разговорима о окончању рата у СРЈ. Посредовао је између руског представника Виктора Черномирдина и његовог америчког колеге Строба Талбота.

## Председник Финске
Иако никада није био активан на домаћој политичкој сцени, као кандидат Социјалдемократске парије побеђује у фебруару 1994. године на председничким изборима. Постаје први председник Финске који је изабран на директним изборима гласовима свих бирача. На положају председника остаје до 2000. године. Понајвише захваљујући његовој политици и његовом личном ангажману, Финска званично постаје члан Европске уније 1995. године. У Финској је стекао велику популарност због успешних дипломатских мисија, али и отворених критика рата у Персијском заливу, због чега је изгубио наклоност САД.

## Специјални изасланик за Космет
Бивши генерални секретар УН-а Кофи Анан именовао га је за специјалног изасланика УН за преговоре о будућем статусу Косова и Метохије.
Његов план је, иако одбачен од стране Савета безбедности и Срба, постао основа за проглашење независности Косова.
Дана 8. августа је изјавио да су Срби криви као народ.
Крајем јуна и почетком јула 2007. године у многим српским гласилима се појавила вест да је Ахтисари примао мито од албанске мафије. Цифре се крећу од 2 до 40 милиона евра. Крајем јуна 2007. године прву вест о миту је демантовала канцеларија Мартија Ахтисарија, али већ почетком јула наводе немачке обавештајне службе БНД да је Ахтисари примио мито је потврдио и Глобални информативни систем. И председник америчког савета за КиМ – Џим Џатрас је потврдио да има сазнања о примању мита од стране Ахтисарија.

## Контроверза око Нобелове награде
Године 2008. добио је Нобелову награду за мир. Додељивање Нобелове награде бившем финском председнику Мартију Ахтисарију је скандалозно јер се ради о „архитекти” насилне сецесије Косова и Метохије од Србије, оценио је шведски институт „ТФФ”. ТФФ, један од водећих светских института за мировне студије, оценио је да „избор Мартија Ахтисарија не задовољава ни један од критеријума који се налазе у завету Алфреда Нобела, а то су : допринос пријатељству у свету, смањење војски и стварање мировних конференција”. „Ахтисари је упорно функционисао као 'творац мира' за западне политичке елите. Он је 1999. убедио српску државу да одустане после 78 дана бомбардовања који је предузео НАТО, најбруталнијег догађаја у Европи након 1945. године које је учињено без мандата Савета безбедности УН”, додаје се у саопштењу прослеђеном Танјугу.
ТФФ даље наводи како је Ахтисари затим изабран за „архитекту” плана о сецесији „независног” Косова, које се након бомбардовања отцепило од Србије... а независно Косово данас признаје само 25% држава света”. „Дакле, Ахтисари је човек који је својим 'посредништвом' помагао 'мир' који је постигнут милитаристичким начином и кршењем међународног права, а не пратећи норму УН 'до мира мирним путем'“, оценио је шведски институт.
Мартију Ахтисарију треба дати Нобелову награду за подстицање сепаратизма, изјавио је Андреј Климов, заменик председника Комитета за међународне односе Државне думе Русије коментаришући додељивање Нобелове награде за мир финском политичару. „Ако је и заслужио награду, онда је то за подстрекавање рата и подстицање сепаратизма”, сматра Климов и додаје да у светској јавности не постоји јединствено мишљење о законитости плана којим је Ахтисари хтео да реши проблеме на Балкану.